# Llei de la Usura
La Llei de la Usura, també coneguda com a Llei Azcárate, és una llei de l'ordenament jurídic espanyol, aprovada el 23 de juliol de 1908, en l'època de la Restauració borbònica. El seu nom oficial és Llei de 23 de juliol de 1908 sobre nul·litat dels contractes de préstecs usuraris. A despit de la seva antiguitat, segueix vigent avui dia.

## Context històric
Entre 1874 i 1931 Espanya es trobava en l'etapa coneguda com a Restauració borbònica, amb Alfons XII, i posteriorment Alfons XIII, com a reis. Aquest període es va caracteritzar per una certa estabilitat institucional, la construcció d'un model liberal de l'Estat sorgits a l'empara de la revolució industrial, fins a la seva progressiva decadència amb la dictadura de Primo de Rivera el 1923. La restauració es va basar en els quatre pilars de Cánovas del Castillo: Rei, Corts, Constitució i torn. El turnisme va facilitar el bipartidisme amb dos grans partits: el Partit Conservador de Cánovas i el Partit Liberal de Sagasta. Aquests partits es van fraccionar a la mort dels seus líders. El sistema va ser oligàrquic i centralista, i l'Església va guanyar poder econòmic, ideològic i social en declarar-se Espanya com a Estat catòlic.

## Aprovació
Gumersindo de Azcárate va ser l'impulsor de la Llei de la Usura el 1908. Azcárate era diputat per Lleó en la legislatura 1907-1908 del Congrés dels Diputats. El 15 de juny de 1907 Azcárate va presentar la Proposició de llei sobre nul·litat de certs contractes de préstecs. La seva tramitació va ser laboriosa i va estar en debat fins al juliol de 1908. La comissió que va dictaminar la iniciativa la presidia José Canalejas i la componien els diputats Miralles, Bellver, Roselló i el propi Azcárate. Finalment va ser aprovada el 23 de juliol de 1908.

## Llei
La idea fonamental de la Llei de la Usura era evitar les condicions lleonines que els usurers imposaven, i aconseguir una major protecció de l'usuari. Entre els seus elements bàsics, l'article 1r estableix que «Serà nul tot contracte de préstec en què s'estipuli un interès notablement superior al normal dels diners i manifestament desproporcionat amb les circumstàncies del cas o en condicions tals que resulti aquell lleoní, havent-hi motius per estimar que ha estat acceptat pel prestatari a causa de la seva situació angoixant, de la seva inexperiència o de les seves facultats mentals limitades». El Tribunal Suprem de 1908 entenia que qualsevol acció de nul·litat no era pública i només aquesta al favor del contractant perjudicat.
En 2000, els articles 2, 8, 12 i 13 de la Llei de la Usura van quedar derogats per la Llei 1/2000, de 7 de gener, d'Enjudiciament Civil.

## Casos
El 2015 el Tribunal Suprem va anul·lar un préstec al 24% d'interès per considerar-lo usurari, en ser més del doble de l'interès mitjà ordinari en operacions de consum de l'època. Aquesta sentència va desencadenar una onada de milers de demandes per reclamar els interessos abusius de les targetes revolving.